# Nebel und Sonne
Pour plus de détails, voir Fiche technique et Distribution.
Nebel und Sonne (en français Brouillard et soleil) est un film allemand réalisé par Joe May sorti en 1916.

## Synopsis
Abraham Löwenberg, père de Ruth Löwenberg, est accusé de meurtre et reconnu coupable. Sa fille arrive alors dans la grande ville et devient gouvernante. Elle fait également une carrière en tant que chanteuse. Le comte Marlitz, qui tombe amoureux d'elle, l'épouse. Elle lui donne un fils. Lorsque le père sort de prison, son mari refuse sa présence et oblige Ruth à choisir entre son mari et son père. Elle choisit son père et laisse son fils à son mari.
Des années plus tard, Marlitz est à nouveau marié, le fils tombe malade. La belle-mère décide qu'il doit être opéré. Ruth, qui est éducatrice de son fils, lequel cependant ignore qu'il est sa mère, se manifeste et empêche l'opération. La comtesse divorce alors, Ruth maintient son fils en bonne santé. Le comte et Ruth sont maintenant unis pour toujours.

## Fiche technique
- Titre original : Nebel und Sonne
- Réalisation : Joe May
- Scénario : Joe May
- Production : Joe May
- Société de production : May-Film
- Pays de production :  Empire allemand
- Langue : allemand
- Format : Noir et blanc - 1,33:1 - 35 mm
- Durée : 53 minutes
- Genre : Drame
- Dates de sortie :
  - Empire allemand : 21 avril 1916.
  - Danemark : 30 octobre 1916.
  - Autriche Hongrie : 19 février 1917.

## Distribution
- Mia May : Ruth Löwenberg
- Josef Conradi: Abraham Löwenberg, son père
- Max Landa : le comte Marlitz
- Wilhelm Diegelmann : le pasteur
- Hans Mierendorff : le baron
- Kissa von Sievers : la comtesse
- Victor Janson : Schuster
- Fritz Richard

## Production
Le film est une adaptation d'un roman de Ruth Goetz (de). La police de Berlin donne en avril 1916 avec une interdiction auprès des jeunes (n°39200). La première a lieu le 21 avril 1916 dans le Tauentzien-Palast Berlin.